# 卡薩斯阿多布斯 (新墨西哥州)
卡薩斯阿多布斯（英語：Casas Adobes）是位於美國新墨西哥州格蘭特縣的普查規定居民點。

## 人口
根據2020年美國人口普查的數據，卡薩斯阿多布斯的面積為2.40平方千米，皆為陸地。當地共有人口279人，而人口密度為每平方千米116.25人。